# Paul Lembrechts
Paul Lembrechts (1957) is een Belgische bestuurder. Hij was van 2016 tot 2020 CEO van de VRT, de Vlaamse publieke omroep. Kort daarna kwam hij aan het hoofd te staan van de noodlijdende groep FNG.

## Levensloop
Lembrechts is van opleiding dierenarts (Rijksuniversiteit Gent), maar volgde nadien opleidingen in bedrijfseconomie en marketing. Zijn eerste beroepservaring was toevallig een kennismaking met de VRT als omroeper en scenarioschrijver. Vervolgens ging hij in dienst bij Master Foods België, waar hij enkele leidinggevende functies waarnam. Vanaf 1995 was hij actief in de banksector, eerst bij de Generale Bank en vervolgens bij ABN Amro en vanaf oktober 2011 bij BKCP Bank. Bij deze laatste was hij CEO en lid van de raad van bestuur, maar verliet het bedrijf toen dit fuseerde met Beobank.
Op 1 maart 2016 werd Lembrechts CEO van de VRT als opvolger van Leo Hellemans, in een periode waarin de VRT volop de weg van de digitalisering diende in te slaan, een van de punten binnen de beheersovereenkomst met de Vlaamse overheid In januari 2020 werd Lembrechts ontslagen na een dispuut met de raad van bestuur over VRT-directeur Peter Claes. Lembrechts en vier andere leden van het directiecomité wilden Claes laten ontslaan, maar een deel van de raad van bestuur, waaronder voorzitter Luc Van den Brande, was het daar niet mee eens. Toen ook een aangestelde bemiddelaar geen oplossing voor het conflict kon aanreiken, besliste bevoegd minister Benjamin Dalle in overleg met Van den Brande om Lembrechts te ontslaan. Een latere audit van Audit Vlaanderen bracht een opeenstapeling van grote en kleinere misstappen binnen verschillende afdelingen op de VRT aan het licht, vooral binnen de domeinen beheerd door Claes. Het ging dan onder meer over het niet respecteren of het omzeilen van de aanbestedingsregels.
Op 4 juli 2020 stuurde het modehuis FNG NV een persbericht uit met de melding dat Paul Lembrechts werd aangesteld als derde CEO in twee maanden tijd. Lembrechts moet volgens insiders de brokken lijmen met de vakbonden, die het vertrouwen in de oprichters opzegden. Daarnaast diende hij snel duidelijkheid te brengen over enkele schimmige transacties in Azië, waardoor FNG mogelijk 94 miljoen euro die het nog te goed had niet meer terugziet. Toen de banken niet bereid bleken uitstel van betaling geven voor leningen ter waarde van 20 miljoen euro en toen ook op korte termijn geen overnemers gevonden werden, was eind juli 2020 een faling onvermijdbaar geworden en eindigde de rol van Lembrechts bij de groep. Op woensdag 20 oktober 2021 nam Lembrechts ontslag als CEO bij FNG omdat er enkele meningsverschillen waren omtrent het te verdienen salaris.
Eind 2020 dook zijn naam op in de Pandora Papers.
Lembrechts woont in het Waals-Brabantse Lasne en is gehuwd.